# Hans Klein (Fußballspieler, 1927)
Hans Klein (* 17. Mai 1927) ist ein ehemaliger deutscher Fußballspieler.
Der Torhüter spielte mit Eintracht Bad Kreuznach ab der Saison 1950/51 in der Oberliga Südwest. Nach 56 Einsätzen für Bad Kreuznach in dieser Liga stieg Klein mit seiner Mannschaft am Ende der Oberligaspielzeit 1951/52 ab. Danach wechselte er für eine Saison zum SV 07 Waldhof, für den er in der Oberliga Süd 2 Spiele bestritt. Zur Saison 1953/54 wechselte er in die II. Division zum SSV Reutlingen 05. In seiner ersten Saison mit dem SSV stieg er in die Oberliga Süd auf. Nachdem sich der Reutlinger Stammtorhüter Heiner Schober im vorletzten Ligaspiel des SSV in der Oberligasaison 1954/55 verletzt hatte, absolvierte Hans Klein am 1. Mai 1955 gegen den FSV Frankfurt seinen einzigen Oberligaeinsatz für den SSV Reutlingen, der trotz einer 1:3-Niederlage in diesem Spiel Vizemeister in der Oberliga Süd wurde. Durch Schobers Armbruch kam Hans Klein auch bei der 0:3-Niederlage des SSV Reutlingen im ersten Qualifikationsspiel des SSV Reutlingen in der Qualifikationsrunde der Endrunde um die Deutsche Meisterschaft 1955 gegen den SV Sodingen zum Einsatz. Bei der anschließenden 1:2-Niederlage gegen Wormatia Worms im zweiten Qualifikationsspiel ersetzte Kleins Konkurrent Karl Kugel den verletzten Heiner Schober.